# Blepharomyia catskillensis
Blepharomyia catskillensis är en tvåvingeart som först beskrevs av Reginald James West 1925.
Blepharomyia catskillensis ingår i släktet Blepharomyia och familjen parasitflugor. Inga underarter finns listade i Catalogue of Life.